# Курт Вегер
Курт Вегер (нім. Kurt Waeger/Wäger; 6 лютого 1893, Берлін — 18 червня 1952, Вінзен) — німецький воєначальник, генерал артилерії. Доктор інженерних наук. Кавалер Лицарського хреста Хреста Воєнних заслуг з мечами.

## Біографія
Син секретаря.3 квітня 1911 року поступив на службу фенріхом в 2-й померанський польовий артилерійський полк №17, розміщений у Бромбергу., з 18 серпня 1912 року - лейтенант. Учасник Першої світової війни, після демобілізації армії залишений у рейхсвері. Служив у різноманітних артилерійських частинах. В кінці 1933 року приєднався до прикордонних частин Оппельна, наступного року призначений головним офіцером штебу 6-го піхотного керівництва (кодова назва 22-ї піхотної дивізії), розміщеного в Бремені. Влітку 1937 року призначений начальником штабу Управління озброєння сухопутних військ, залишасвся на цій посаді до весни 1941 року, після чого отримав нове призначення начальник штабу 53-го армійського корпусу, з яким брав участь у нападі на СРСР.
З січня 1942 року - начальник відділу озброєнь Рейсміністерства озброєнь і боєприпасів. Був звинувачений у «надмірній трудомісткості ресурсів, використаних на випробувальних і експериментальних об'єктах». В листопаді 1944 року покинув пост, в грудні відправлений у резерв ОКГ.
З 26 січня 1945 року — командир 5-го армійського корпусу. В кінці війни потрапив у полон, звільнений в 1948 році.
Помер 18 червня 1952 року, похований на кладовищі Вінзена на ділянці для учасників війни.

## Нагороди

### Перша світова війна
- Залізний хрест 2-го і 1-го класу
- Нагрудний знак «За поранення» в чорному

### Міжвоєнний період
- Почесний хрест ветерана війни з мечами
- Медаль «За вислугу років у Вермахті» 4-го, 3-го, 2-го і 1-го класу (25 років)

### Друга світова війна
- Застібка до Залізного хреста 2-го і 1-го класу
- Хрест Воєнних заслуг 2-го і 1-го класу з мечами
- Медаль «За зимову кампанію на Сході 1941/42»
- Німецький хрест в золоті (29 жовтня 1942)
- Почесний доктор інженерних наук (1944)
- Лицарський хрест Хреста Воєнних заслуг з мечами (27 листопада 1944)